# Хоружівські валуни
Хоружівські валуни — геологічна пам'ятка природи місцевого значення в Україні. Площа 0,1 га. Оголошено територією ПЗФ 09.07.2009. Знаходиться в центральній частині с. Хоружівка. Пам’ятка природи являє собою місця зібрання двох окремо експонованих каменів-валунів – свідків Дніпровського зледеніння, що були зібрані біля с. Хоружівка.

## Зображення

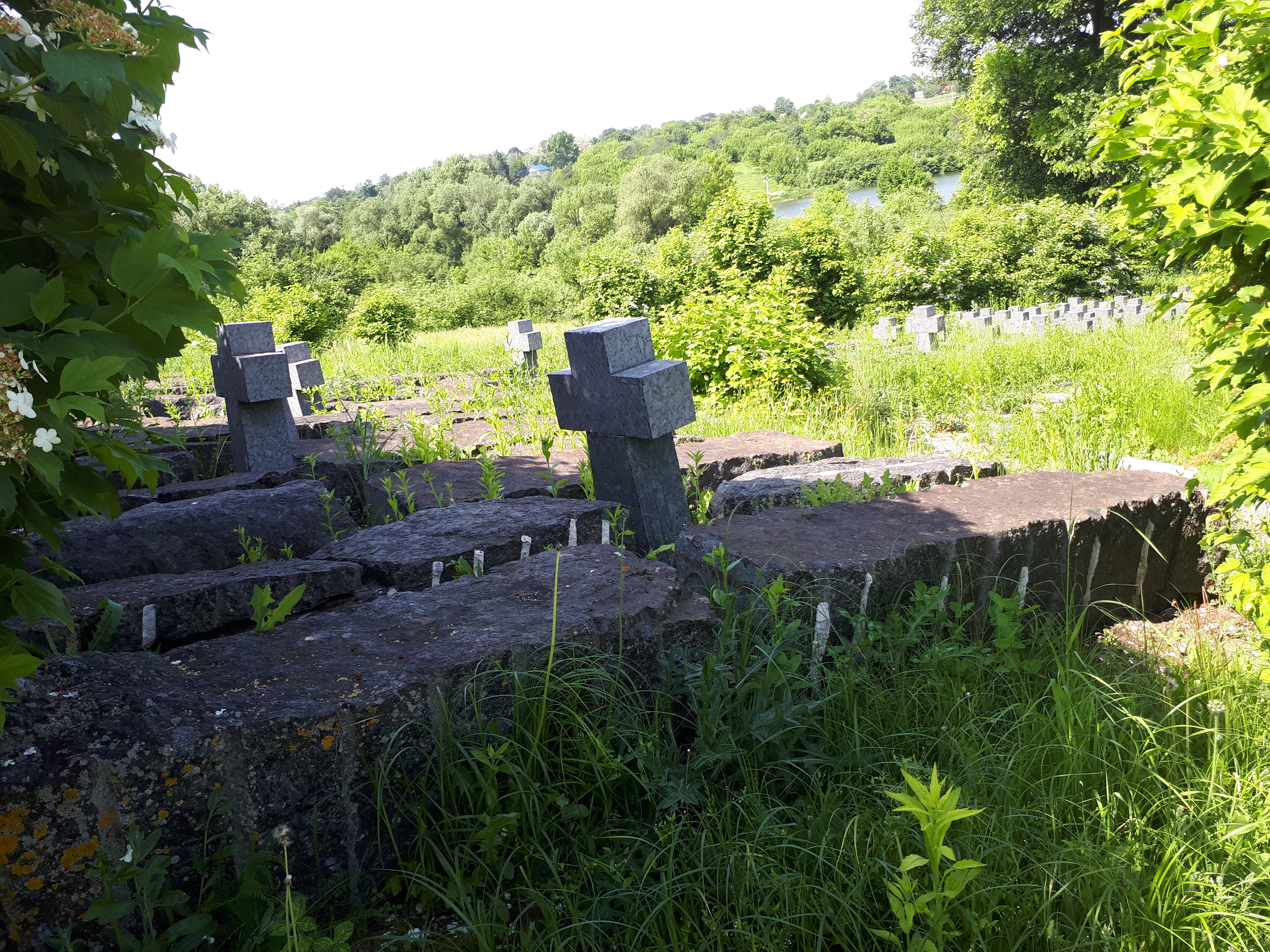
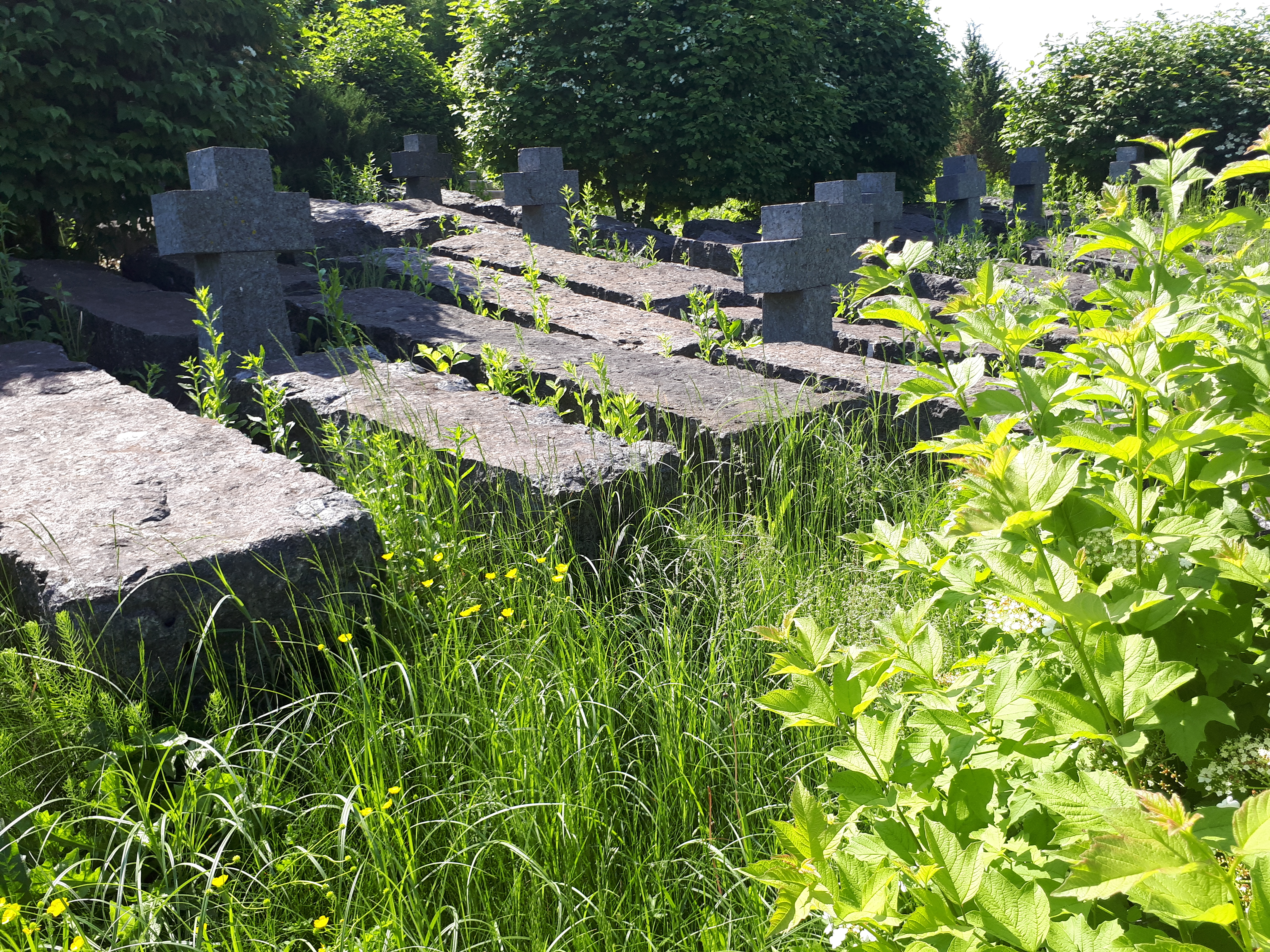